# Point No. 1
Point #1 (с англ. — «Пункт №1») — дебютный студийный альбом американской рок-группы Chevelle, вышедший 4 мая 1999 года на независимом лейбле Squint Entertainment. Это единственный альбом Chevelle, выпущенный на данном лейбле, а также это единственная совместная работа группы с продюсером Стивом Альбини.
Альбом включал в себя известный сингл с одноимённым названием, но добился лишь незначительного успеха, особенно по сравнению с последующим альбомом Chevelle, выпущенным крупным лейблом в 2002 году Wonder What's Next.

## Предыстория и запись
После записи демо-записи Chevelle в течение трёх лет давали небольшие концерты, пока не подписали контракт с независимым христианским лейблом Стива Тейлора Squint Entertainment. Группа записывалась в течение 17 дней в студии Electrical Audio с продюсером Стивом Альбини, известным своей работой с такими группами и исполнителями, как Nirvana, Cheap Trick и Пи Джей Харви. По словам фронтмена Chevelle Пита Лоффлера, Альбини придал их альбому грубоватое «инди-звучание», при котором процесс записи, по сути, сводился к «подключись, он нажимает кнопку записи, и ты играешь». Лофлер добавил: «В то время я был шокирован разговором с человеком, который тесно сотрудничал с Куртом Кобейном. Это было потрясение. Это было действительно круто».
Point #1 был записан в стандартной тональности D с альтернативным метал-звучанием. Однако группа осталась недовольна и посчитала, что он не добился тех тонов и общего звучания, которые они искали. Они позвонили Альбини и, к его большому удивлению, выразили разочарование конечным результатом. Хотя им нравилось работать с ним, Chevelle хотели найти другого продюсера, чтобы решить проблему; однако их лейбл не оставил им выбора, кроме как снова работать с Альбини. По словам Лофлера, второй этап записи был гораздо более спокойным и расслабленным, и Альбини «по-настоящему раскрылся».
Во многом благодаря влиянию Альбини, Point #1 заметно менее интенсивный, чем будущий материал Chevelle; однако заглавная песня альбома до сих пор часто звучит на концертах группы. Тем не менее, следующий альбом группы — Wonder What's Next, выпущенный на крупном лейбле, с тех пор считается группой их «первым» альбомом.

## Выпуск и продвижение
Chevelle гастролировали с различными альтернативными метал-группами, чтобы продвигать свой дебютный альбом. Это повлияло на их переход к более тяжёлому звучанию в будущих альбомах.
Альбини и начинающий комик по имени Фред Армисен снялись в клипе группы «Point #1 EPK» — за несколько лет до того, как Армисен стал знаменитым благодаря шоу Saturday Night Live. Через год после выхода альбома был выпущен сингл с заглавной песней, который занял 10-е место в чарте Mainstream Rock и к которому был снят клип. Песня «Mia» также была выпущена в качестве сингла годом ранее. К ней также было снято видео.

## Отзывы критиков
| Оценки критиков     | Оценки критиков |
| Источник            | Оценка          |
| ------------------- | --------------- |
| AllMusic            | [ 1 ]           |
| Cross Rhythms       | [ 5 ]           |
| Jesus Freak Hideout | [ 7 ]           |

Реакция критиков на Point #1 была неоднозначной. Хизер Фэйрс из AllMusic дала положительный отзыв, отметив, что Альбини помог группе «создать энергичный, изменчивый инди-рок», и добавила: «В соответствии с амбициозной музыкальной сценой Чикаго, смелый подход Chevelle к року также является успешным». Альбом также был хорошо принят Phantom Tollbooth и журналом HM Magazine, но подвергся критике за повторяющиеся структуры песен на сайте христианской музыки Jesus Freak Hideout.
Песня «Point #1» принесла Chevelle множество сравнений с успешной рок-группой Tool. Клип на песню «Mia», как и некоторые клипы Tool, был полностью анимированным. Кроме того, вокал Пита Лёффлера, как и Мэйнарда Джеймса Кинана, варьируется от мягкого и мелодичного до брутального и душераздирающего. Например, «Long» примечателен двенадцатисекундным криком Лёффлера в кульминационный момент.

### Награды
В 2000 году Chevelle получили премию GMA Dove Awards за более популярную песню «Mia», а в 2001 году — за «Point #1». Альбом также получил премию Dove Awards в номинации «Альбом тяжёлой музыки» в 2000 году.

## Список композиций
Все тексты написаны Питом Лоффлером, вся музыка написана группой Chevelle.
| №                   | Название            | Длительность |
| ------------------- | ------------------- | ------------ |
| 1.                  | «Open»              | 2:01         |
| 2.                  | «Point #1»          | 4:21         |
| 3.                  | «Prove to You»      | 3:05         |
| 4.                  | «Mia»               | 2:21         |
| 5.                  | «Skeptic»           | 4:06         |
| 6.                  | «Anticipation»      | 3:08         |
| 7.                  | «Dos»               | 6:29         |
| 8.                  | «Long»              | 4:36         |
| 9.                  | «Blank Earth»       | 5:26         |
| 10.                 | «SMA»               | 2:55         |
| 11.                 | «Peer»              | 4:08         |
| Общая длительность: | Общая длительность: | 42:42        |

## Участники записи
| Chevelle - Пит Лоффлер — вокал, гитара - Джо Лоффлер — бас-гитара - Сэм Лоффлер — барабаны Производственный персонал - Стив Альбини — продюсирование, звукоинженер, сведение - Хэнк Уильямс — мастеринг | Художественное оформление - Бадди Джексон — арт-директор - Марк Смоллинг — фотограф - Салли Карнс — оформление |

## Чарты

### Синглы
| 2000 | «Point #1» | 40 |